# Martiri in Cina

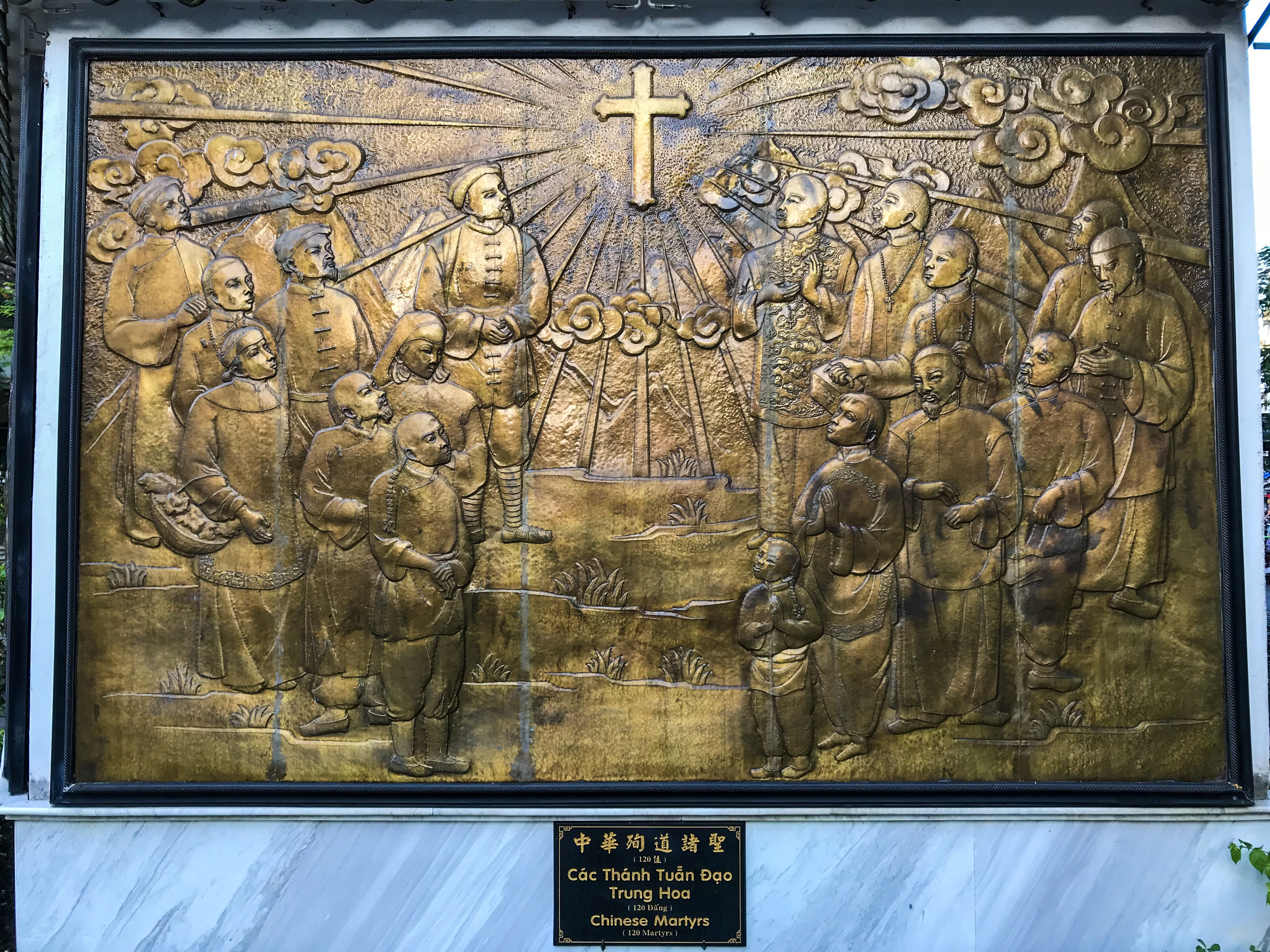
I martiri cinesi della Chiesa Cattolica.

Con l'espressione martiri cinesi o martiri in Cina si intende spesso una schiera di 120 Cattolici tra ecclesiastici, religiosi, missionari e laici di diverse nazionalità uccisi nel corso di diverse successive persecuzioni tra il 1648 e il 1930 in varie regioni della Cina, anche se ve ne sono molti altri della Chiesa Ortodossa e di varie denominazioni protestanti, come pure negli anni del regime comunista (dal 1949 in poi).
Divisi in diversi gruppi e beatificati in epoche diverse, sono stati proclamati santi da papa Giovanni Paolo II il 1º ottobre 2000.
Il capofila della schiera dei martiri in Cina è il sacerdote cinese Agostino Zhao Rong, morto in carcere nel 1815; gli altri nomi evidenziati dalla formula di canonizzazione sono quelli di Pietro Zhou Rixin, decapitato durante la rivolta dei Boxer, la vergine quattordicenne Anna Wang, il protomartire di Cina Francisco Fernández de Capillas, missionario domenicano spagnolo, Jean-Gabriel-Taurin Dufresse, vescovo francese della Società per le missioni estere di Parigi, Gregorio Maria Grassi, vescovo francescano italiano, e il missionario gesuita Léon-Ignace Mangin.
Secondo il Calendario romano generale, la memoria dei santi Agostino Zhao Rong e compagni si celebra il 9 luglio.
Di seguito, le date e i luoghi del martirio e i nomi dei martiri:

## Martiri sotto i Tartari Manciù
- 15 gennaio 1648 a Fu'an
  - Protomartire Francisco Fernández de Capillas, sacerdote domenicano, nato l'11 agosto 1607 a Baquerín de Campos. Decapitato.

## Martiri sotto gli imperatori Yung-Cheng (1723-1735) e Qianlong (1735-1796)
- 26 maggio 1747 a Fuzhou
  - Pere Sans Jordà, domenicano, vicario apostolico di Fujian, nato il 3 settembre 1680 ad Ascó.
- 28 ottobre 1748 a Fuzhou
  - Francisco Serrano Frías, sacerdote domenicano, nato il 4 dicembre 1695 a Huéneja
  - Juan Alcober Figuera, sacerdote domenicano, nato il 21 dicembre 1694 a Granada
  - Joaquín Royo Pérez, sacerdote domenicano, nato il settembre 1691 a Hinojosa de Jarque
  - Francisco Díaz del Rincón, sacerdote domenicano, nato il 2 ottobre 1713 a Écija

## Martiri sotto l'imperatore Kia-Kin (1796-1820)
- 7 novembre 1814 a Longping
  - Pietro Wu Guosheng, laico, catechista, nato attorno al 1768 a Longping. Strangolato.
- 27 gennaio 1815 a Chengdu
  - Agostino Zhao Rong, sacerdote del clero del vicariato apostolico di Sichuan, nato attorno al 1746 a Wuchuan
- 12 marzo 1815 a Guiyang
  - Giuseppe Zhang Dapeng, laico, coniugato, catechista, nato attorno al 1754 a Duyun. Strangolato.
- 14 settembre 1815 a Chengdu
  - Jean-Gabriel-Taurin Dufresse, membro della Società per le missioni estere di Parigi, vicario apostolico di Sichuan, nato l'8 dicembre 1750 a Lezoux
- 7 febbraio 1816 a Changsha
  - Giovanni da Triora, sacerdote francescano, nato il 15 marzo 1760 a Triora. Strangolato.
- 24 giugno 1817 a Chengdu
  - Giuseppe Yuan Zaide, sacerdote cinese del clero del vicariato apostolico di Sichuan, nato attorno al 1766. Strangolato.
- 13 febbraio 1818 a Chengdu
  - Paolo Liu Hanzuo, sacerdote del clero del vicariato apostolico di Sichuan, nato attorno al 1778 a Lezhi

## Martiri sotto l'imperatore Daoguang (1820-1850)
- 17 febbraio 1820 a Wuchang
  - Jean-François-Régis Clet, sacerdote della Congregazione della Missione, nato il 19 agosto 1748 a Grenoble
- 30 novembre 1823 a Quxian. Strangolato.
  - Taddeo Liu Ruiting, sacerdote del clero del vicariato apostolico di Sichuan, nato attorno al 1773
- 17 maggio 1834 a Guiyang
  - Pietro Liu Wenyuan, laico, coniugato, catechista, nato attorno al 1760
- 9 luglio 1839 a Guiyang
  - Gioacchino He Kaizhi, laico, catechista, nato attorno al 1782 a Zhazuo

## Martiri sotto l'imperatore Xianfeng (1850-1861)
- 25 febbraio 1856 a Xilin
  - Lorenzo Bai Xiaoman, laico, nato attorno al 1821
- 26 febbraio-29 febbraio 1856 a Xilin
  - Auguste Chapdelaine, sacerdote della Società per le missioni estere di Parigi, nato il 6 gennaio 1814 a La Rochelle
- 1º marzo 1856 a Xilin
  - Agnese Cao Guiying, laica, vedova, nata attorno al 1821 a Wujiazhai

## Martiri di MaoKou
- 28 gennaio 1858 a Maokou
  - Agata Lin Zhao, laica, catechista, nata attorno al 1817
  - Girolamo Lu Tingmei, laico, catechista, nato attorno al 1811
  - Lorenzo Wang Bing, laico, catechista, nato attorno al 1802 a Guiyang

## Martiri di Qingyanzhen
- 29 luglio 1861 a Qingyan

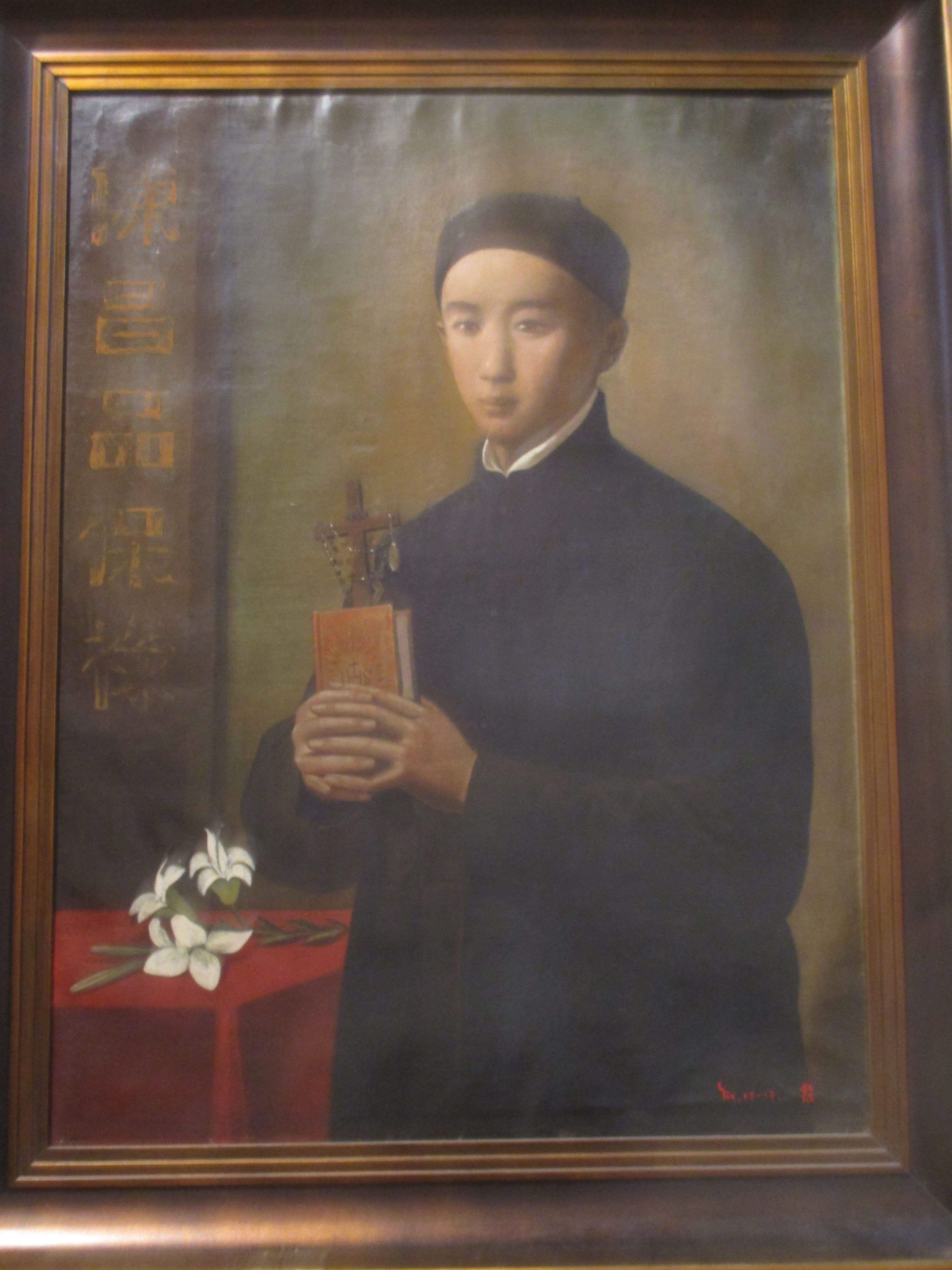
S. Paolo Chen

  - Giovanni Battista Luo Tingyin, laico, coniugato, nato attorno al 1825 a Qingyian
  - Giuseppe Zhang Wenlan, seminarista, nato attorno al 1831
  - Paolo Chen Changpin, seminarista, nato attorno al 1838
  - Marta Wang Luoshi, laica, vedova, nato attorno al 1812 a Zunyi

## Martiri di Guizhou
- 18 febbraio 1862 a Kaiyang
  - Jean-Pierre Néel, sacerdote della Società per le missioni estere di Parigi, nato il 18 ottobre 1832 a Soleymieux
  - Martino Wu Xuesheng, laico, catechista, nato attorno al 1817 a Chuchangbo
  - Giovanni Zhang Tianshen, laico, coniugato, catechista, nato attorno al 1805 a Jiashanlong
  - Giovanni Chen Xianheng, laico, catechista, nato attorno al 1820 a Chengdu
- 19 febbraio 1862 a Kaiyang
  - Lucia Yi Zhenmei, laica, catechista, nata il 17 gennaio 1815 a Mainyang

## Martiri dello Shanxi
- 15 giugno 1900 a Liushuitao
  - Barbara Cui Lianzhi, laica, coniugata, nata attorno al 1849 a Xiaotian
- 19 giugno 1900 a Wuyi
  - Modeste Andlauer, sacerdote della Compagnia di Gesù, nato il 22 maggio 1847 a Rosheim
  - Rémi Isore, sacerdote della Compagnia di Gesù, nato il 22 gennaio 1852 a Bambecque
- 26 giugno 1900 a Wangla
  - Giuseppe Ma Taishun, laico, nato attorno al 1840 a Qianshenzhuang
- 28 giugno 1900 a Wangla
  - Lucia Wang Cheng, laica, nata attorno al 1882 a Laochuntan
  - Maria Fan Kun, laica, nata attorno al 1884 a Daji
  - Maria Qi Yu, laica, nata attorno al 1885 a Daji
  - Maria Zheng Xu, giovane laica, nata attorno al 1889 a Kou
- 28 giugno 1900 a Wangjiatian
  - Maria Du Zhauzhi, laica, coniugata, nata attorno al 1849 a Qifengzhuang
- 29 giugno 1900 a Du
  - Maria Du Tianshi, laica, coniugata, nata attorno al 1858
  - Maddalena Du Fengju, laica, nata attorno al 1881 a Du
- 29 giugno 1900 a Xiaoluyi
  - Paolo Wu Juan, laico, coniugato, nato attorno al 1838 a Xihetou
  - Giovan Battista Wu Mantang, laico, nato attorno al 1883 a Xihetou
  - Paolo Wu Wanshu, laico, nato attorno al 1884 a Xihetou
- 30 giugno 1900 a Chentuncun
  - Raimondo Li Quanzhen, laico, coniugato, nato attorno al 1841 a Chentuncun
  - Pietro Li Quanhui, laico, coniugato, nato attorno al 1837 a Chentuncun
- 3 luglio 1900 a Beiwangtou 
  - Pietro Zhao Mingzhen, laico, nato attorno al 1839 a Beiwangtou
  - Giovan Battista Zhao Mingxi, laico, nato attorno al 1844 a Beiwangtou
- 4 luglio 1900 a Hengzhou
  - Cesidio da Fossa, sacerdote francescano riformato, nato il 30 agosto 1873 a Fossa
- 5 luglio 1900 a Cao
  - Teresa Chen Jinxie, laica, nata attorno al 1875 a Feng
  - Rosa Chen Aixie, laica, nata attorno al 1878 a Feng
- 6 luglio 1900 a Shuanzhong 
  - Pietro Wang Zuolong, laico, nato attorno al 1842 a Shuanzhong
- 7 luglio 1900 a Hengzhou
  - Antonino Fantosati, vescovo francescano riformato, vicario apostolico dello Hunan meridionale, nato il 16 ottobre 1842 a Santa Maria in Valle di Trevi
  - Giuseppe Maria Gambaro, sacerdote francescano riformato, nato il 7 agosto 1869 a Galliate
- 7 luglio 1900 a Taiyuan
  - Théodoric Balat, sacerdote francescano osservante, nato il 23 ottobre 1858 a Saint-Martin-du-Taur
- 7 luglio 1900 a Yazhuangtou
  - Marco Ji Tianxiang, laico, coniugato, nato attorno al 1834 a Yazhuangtou
- 7 luglio 1900 a Hujiache
  - Maria Guo Lizhi, laica, coniugata, nata attorno al 1835 a Hujiache
- 8 luglio 1900 a Dongertou.
  - Giovanni Wu Wenyin, laico, nato attorno al 1850 a Dongertou
- 9 luglio 1900 a Taiyuan
  - Gregorio Maria Grassi, sacerdote francescano osservante, vicario apostolico dello Shanxi settentrionale, nato il 13 dicembre 1833 a Castellazzo Bormida
  - Francesco Fogolla, sacerdote francescano osservante, vescovo coadiutore del vicariato apostolico dello Shanxi settentrionale, nato il 4 ottobre 1839 a Montereggio di Mulazzo
  - Elia Facchini, sacerdote francescano osservante, nato il 2 luglio 1839 a Reno Centese
  - André Bauer, frate francescano osservante, nato il 26 novembre 1866 a Guebwiller
  - Marie-Hermine Grivot, suora francescana missionaria di Maria, nata il 28 aprile 1866 a Beaune
  - Maria della Pace Giuliani, suora francescana missionaria di Maria, nata il 12 dicembre 1875 all'Aquila
  - Maria Chiara Nanetti, suora francescana missionaria di Maria, nata il 9 gennaio 1872 a Santa Maria Maddalena di Occhiobello
  - Marie de Sainte-Nathalie Kerguin, suora francescana missionaria di Maria, nata il 5 maggio 1864 a Belle-Isle-en-Terre
  - Marie de Saint-Just Moreau, suora francescana missionaria di Maria, nata il 9 aprile 1866 a La Faye
  - Marie-Adolphine Dierkx, suora francescana missionaria di Maria, nata l'8 marzo 1866 a Ossendrecht
  - Maria Amandina di Schakkebroek, al secolo Pauline Jeuris, suora francescana missionaria di Maria, nata il 28 dicembre 1872 a Herk-de-Stad
  - Giovanni Zhang Jingguang, seminarista, terziario secolare francescano, nato attorno al 1878 a Fujingcun
  - Filippo Zhang Zhihe, seminarista, terziario secolare francescano, nato attorno al 1880 a Shangqingyu
  - Patrizio Dong, seminarista, terziario secolare francescano, nato attorno al 1882 a Guchengyin
  - Giovanni Zhang Huan, seminarista, terziario secolare francescano, nato il 18 agosto 1882 a Nanshe
  - Giovanni Wang Rui, seminarista, terziario secolare francescano, nato il 25 febbraio 1885 a Xinli
  - Tommaso Shen Jihe, terziario secolare francescano, nato attorno al 1851 ad Ankeo
  - Simone Chen, terziario secolare francescano, nato attorno al 1855 ad Anyang
  - Pietro Wu Anbang, terziario secolare francescano, nato attorno al 1860 a Taiyuan
  - Francesco Zhang Rong, laico, coniugato, terziario secolare francescano, nato attorno al 1838 a Qizi
  - Pietro Wang Erman, laico, nato attorno al 1871 a Guchengyin
  - Giacomo Zhao Quanxin, laico, nato attorno al 1857 a Luilin
  - Mattia Feng De, laico, coniugato, terziario secolare francescano, nato attorno al 1855 a Xiaobashi
  - Giacomo Yan Guodong, laico, nato attorno al 1854 a Jianhe
  - Pietro Zhang Banniu, laico, coniugato, terziario secolare francescano, nato attorno al 1850 a Tuling
- 9 luglio 1900 a Zhuketian
  - Zhang Huailu, laico, catecumeno, nato attorno al 1843 a Zhuketian
- 11 luglio 1900 a Liugongying
  - Anna An Xinzhi, laica, coniugata, nata attorno al 1828
  - Maria An Guozhi, laica, coniugata, nata attorno al 1836
  - Maria An Lihua, laica, nata attorno al 1871
  - Anna An Jiaozhi, laica, coniugata, nata attorno al 1874
- 13 luglio 1900 a Lanziqiao
  - Paolo Liu Jinde, laico, coniugato, nato attorno al 1821 a Lanziqiao
- 13 luglio 1900 a Nangong
  - Giuseppe Wang Guiji, laico, nato attorno al 1863 a Nangong
- 14 luglio 1900 a Nangong
  - Giovanni Wang Guixin, laico, nato attorno al 1875 a Nangong
- 16 luglio 1900 a Lujiapo 
  - Lang Yangzhi, laica, coniugata, catecumena, nata attorno al 1871 a Lu
  - Paolo Lang Fu, figlio della precedente, nato attorno al 1893 a Lu
- 16 luglio 1900 a Zhangjiaji
  - Teresa Zhang Hezhi, laica, coniugata, nata attorno al 1864 a Yuan
- 17 luglio 1900 a Zhujiaxie 
  - Pietro Liu Ziyu, laico, nato attorno al 1843 a Zhujiaxie
- 19 luglio 1900 a Lujiazhuang
  - Giovanni Battista Zhou Wurui, laico, nato attorno al 1883 a Zhujiahe
- 19 luglio 1900 a Liucun 
  - Elisabetta Qin Bianzhi, laica, coniugata, nata attorno al 1846 a Nanpeiluo
  - Simone Qin Chunfu, giovane laico, nato attorno al 1886 a Nanpeiluo
- 20 luglio 1900 a Zhujiahe
  - Léon-Ignace Mangin, sacerdote della Compagnia di Gesù, nato il 30 luglio 1857 a Verny
  - Paul Denn, sacerdote della Compagnia di Gesù, nato il 1º aprile 1847 a Lilla
  - Maria Zhou Wuzhi, laica, coniugata, nata attorno al 1850 a Zhujiahe
- 20 luglio 1900 a Loujiazhuang
  - Pietro Zhou Rixin, laico, nato attorno al 1881 a Zhujiahe
- 20 luglio 1900 a Dailucun 
  - Maria Fu Guilin, laica, nata attorno al 1863 a Luopo
- 21 luglio 1900 a Yanzibian
  - Alberico Crescitelli, sacerdote del Pontificio Istituto Missioni Estere, nato il 30 giugno 1863 ad Altavilla Irpina
- 21 luglio 1900 a Daning
  - Giuseppe Wang Yumei,laico, nato attorno al 1832
- 22 luglio 1900 a Machiazhuang 
  - Anna Wang, giovane laica, nata attorno al 1886 a Machiazhuang
  - Lucia Wang Wangzhi, laica, coniugata, nata attorno al 1869
  - Andrea Wang Tianqing, giovane laico, nato attorno al 1891
- 22 luglio 1900 a Daning
  - Maria Wang Lizhi, laica, coniugata, nata attorno al 1851 a Fancun
- luglio 1900 a Zhaojia
  - Maria Zhao Guozhi, laica, nata attorno al 1840 a Zhaojia
  - Rosa Zhao, laica, catechista, nata attorno al 1878 a Zhaojia
  - Maria Zhao, laica, nata attorno al 1883 a Zhaojia
- luglio 1900 a Dayin
  - Giuseppe Yuan Gengyin, laico, nata attorno al 1853 a Hui
- giugno o luglio 1900 a Dechao
  - Chi Zhuze, laico, catecumeno, nato attorno al 1882 a Dezhaoin
- 8 agosto 1900 a Xiaotun
  - Paolo Ge Tingzhu, laico, nato attorno al 1839 a Xiaotun
- 16 agosto 1900 a Fan
  - Rosa Fan Hui, laica, nata attorno al 1855 a Fan
- 25 febbraio 1930 a Litouzui
  - Luigi Versiglia, salesiano, vicario apostolico di Shaoguan, nato il 5 giugno 1873 a Oliva Gessi
  - Callisto Caravario, sacerdote salesiano, nato l'8 giugno 1903 a Cuorgnè